# 第24回スーパーボウル
第24回スーパーボウル（だい24かいスーパーボウル、Super Bowl XXIV）は、1990年1月28日にアメリカ合衆国ルイジアナ州ニューオーリンズのルイジアナ・スーパードームで行われたアメリカンフットボールの試合。1989年シーズンのNFL優勝をかけて、NFC王者サンフランシスコ・フォーティーナイナーズとAFC王者デンバー・ブロンコスが対戦した。その結果、ナイナーズがブロンコスを55-10で破って2年連続4度目の制覇を果たした。MVPは、ナイナーズのクォーターバック（QB）であるジョー・モンタナが受賞した。
ナイナーズは各Qにそれぞれ2つずつの計8タッチダウン（TD）をあげており、これはスーパーボウル史上最多である。また、この試合でナイナーズがあげた55得点と得失点差45点も、第20回におけるシカゴ・ベアーズの記録を塗り替えた。モンタナは、TDパス5本および連続パス成功13本のスーパーボウル新記録を樹立した（連続パス成功記録はその後、第46回でトム・ブレイディが16本連続に更新した）。敗れたブロンコスはミネソタ・バイキングスに次いで史上2チーム目の出場スーパーボウル4連敗となり、4年間で3回スーパーボウル敗戦のジョン・エルウェイはビッグゲームに勝てないQBと評されるようになった。
テレビ中継はCBSが担当、実況はパット・サマロール、解説はジョン・マッデンが担当した。

## 背景
開催地の選考は、1984年5月23日から25日のNFLオーナー会議で始められた。1985年3月10日から15日にかけて行われたオーナー会議で、第24回スーパーボウルはニューオーリンズで開催されることに決定した。ニューオーリンズでの開催は7回目である。過去にはテュレーン・スタジアムで第4回・第6回・第9回が、ルイジアナ・スーパードームで第12回・第15回・第20回が開催された。

### サンフランシスコ・フォーティナイナーズ
フォーティナイナーズは、前年の第23回スーパーボウルで20-16でシンシナティ・ベンガルズを破った後、ビル・ウォルシュヘッドコーチが退任し、ヘッドコーチ経験のないジョージ・シーファートが後任となったが、NFLトップの14勝2敗の成績でシーズンを終えた。敗れた2試合での得失点差はわずか5点であった。
オフェンスは前年よりも強力なものとなり、QBジョー・モンタナは3,512ヤードを獲得、26TDに対してわずか8インターセプトであり、QBレイティングはシーズン新記録となる112.4であった。モンタナはランでも227ヤードを走り、3TDをあげて、最優秀選手、最優秀攻撃選手に選ばれた。WRジェリー・ライスは、82回のレシーブで1,483ヤードを獲得、17TDをあげた。ランニングバックのロジャー・クレイグはチームトップの1,054ヤードを走り6TD、49回のレシーブで473ヤードを獲得、1TDをあげた。入団から2年、主にパントリターナーとして起用されてきたジョン・テイラーは、この年60回のレシーブで1,077ヤードを獲得、10TDをあげるとともに、パントリターンでも36回で417ヤードをリターンした。TEブレント・ジョーンズは、40回のレシーブで500ヤードを獲得、FBトム・ラスマンはランで305ヤードを走り、73回のレシーブで616ヤードを獲得、自身最高のシーズンを送った。Kマイク・コーファーは、自己ベストの80.6%のFGを成功させて136得点をあげた。モンタナの控えQBスティーブ・ヤングも1,001ヤードを獲得、8TD、3INT、ランで126ヤードを獲得、2TDをあげた。チームのトータルオフェンスは6,268ヤードを獲得、442得点をあげた。
ディフェンスもNFL3位の253失点しか相手に許さなかった。DEピアース・ホルト、LBチャールズ・ヘイリーがそれぞれ10.5サックをあげた。LB陣は、ヘイリーの他にキーナ・ターナー、マット・ミレン、ビル・ロマノウスキーで構成された。後にプロフットボール殿堂入りを果たすSロニー・ロットが5インターセプトをあげ、エリック・ライト、チェット・ブルックスが合計で5インターセプトをあげた。

### デンバー・ブロンコス
ブロンコスは、第21回スーパーボウル、第22回スーパーボウルに出場した後、1988年は、8勝8敗でプレーオフを逃した。オフシーズンにきっちりと補強を行い、開幕から12試合で10勝するなど、11勝5敗でシーズンを終えた。
1985年から1987年までオフェンスコーディネーターを務めていたマイク・シャナハンが、ロサンゼルス・レイダースのヘッドコーチを解任された後、シーズン中にQBコーチとして迎えた。
新人RBボビー・ハンフリーは、1,151ヤードを走るとともに、22回のレシーブで156ヤードを獲得、8TDをあげた。ハンフリーの加入でブロンコスは、過去2回のスーパーボウルで欠けていたパワーランを手に入れた。新人Kデビッド・トレドウェルはFG成功率81.8%、NFL3位の120得点をあげた。
ディフェンスでも新人FSスティーブ・アトウォーターが加入、ベテランのデニス・スミス、ワイモン・ヘンダーソン、タイロン・ブラクストンとディフェンスバックを組み、彼らは合計14インターセプトをあげた。ブラクストンは、チームトップの6インターセプトをあげて103ヤードをリターン、1TDをあげた。新加入のDEロン・ホームズが9サック、ベテランLBカール・メクレンバーグが7.5サック、4ファンブルリカバー、サイモン・フレッチャーが12サックをあげ、デンバーのディフェンスラインはAFCでも屈指の活躍を見せた。
ベテランWRバンス・ジョンソンは自己ベストとなる76回のレシーブで1,095ヤードを獲得、7TDをあげるとともに、パントリターンでも12回で118ヤードをリターンした。その一方、ジョン・エルウェイはレギュラーシーズン中不安定で、18TD、18INT、QBレイティング73.7にとどまった。

### プレーオフ
プレーオフになると、エルウェイは調子を上げて、ピッツバーグ・スティーラーズ戦では10-17で前半を折り返したものの、第3Qにエルウェイからバンス・ジョンソンへの37ヤードのTDパスで同点、残り1分を切ってから、逆転のTDドライブを決めて、チームは24-23で勝利した。AFCチャンピオンシップゲームはクリーブランド・ブラウンズと3度目の対戦となった。過去2回の対戦ではNFLの伝説となるプレー（The Drive, The Fumble）が生まれた。この年の対戦ではブロンコスが24-7とリード、第3Qにブラウンズがバーニー・コーザーの2TDパスで24-21と3点差に縮めて第4Qを迎えたが、ブロンコスは第4Q最初の攻撃でサミー・ワインダーへの39ヤードのTDパスが決まり、その後2本のFGで追加点をあげて、37-21で勝利した。エルウェイはこの試合で385ヤードを投げて3TD、インターセプト0、5回のランでチームトップの39ヤードを走った。
ナイナーズは、ミネソタ・バイキングスとのプレーオフ初戦、FGで相手に先制点を許したものの、モンタナからのショートパスを受けたライスが72ヤードのTDレシーブをあげた。その後、ブレント・ジョーンズへのTDパス、チェット・ブルックスがウェイド・ウィルソンのパスをインターセプトして得た攻撃をテイラーへの8ヤードのTDパスに結びつけた。さらにライスへのTDパスも決まり、28-3で前半を終了した。第4Qにロットがインターセプトから53ヤードのリターンを見せ、クレイグの4ヤードのTDランに結び付けるなど2TDをあげて、41-13でバイキングスに圧勝した。ウィルソンはパス成功わずか9回で74ヤードに終わった。
NFCチャンピオンシップゲームでは、ニューヨーク・ジャイアンツ、フィラデルフィア・イーグルスを破って勝ち上がった、ロサンゼルス・ラムズと対戦した。ラムズはナイナーズをレギュラーシーズンで破った2チームの1つであった。ラムズが3-0と先制したが、第2Qにナイナーズは、モンタナの2TDパス、クレイグのTDで21-3と逆転して前半を終了、後半相手を無得点に抑えて30-3と圧勝し、2年連続のスーパーボウル出場を果たした。モンタナは262ヤードを投げて、2TD、インターセプトなし、ラムズのQBジム・エバレットは、163ヤードを投げて3インターセプトであった。
|  | |                                 |                                 |                            |                        |                                    |                                 |                                 |                                      |                                      |                                      |  |  |  |  |  |  |  |
|  | 12月31日 ベテランズ・スタジアム | 12月31日 ベテランズ・スタジアム | 12月31日 ベテランズ・スタジアム |                            |                        | 1月7日 ジャイアンツ・スタジアム    | 1月7日 ジャイアンツ・スタジアム | 1月7日 ジャイアンツ・スタジアム |                                      |                                      |                                      |  |  |  |  |  |  |  |
|  | 12月31日 ベテランズ・スタジアム | 12月31日 ベテランズ・スタジアム | 12月31日 ベテランズ・スタジアム |                            |                        | 1月7日 ジャイアンツ・スタジアム    | 1月7日 ジャイアンツ・スタジアム | 1月7日 ジャイアンツ・スタジアム |                                      |                                      |                                      |  |  |  |  |  |  |  |
|  | 12月31日 ベテランズ・スタジアム | 12月31日 ベテランズ・スタジアム | 12月31日 ベテランズ・スタジアム |                            |                        | 1月7日 ジャイアンツ・スタジアム    | 1月7日 ジャイアンツ・スタジアム | 1月7日 ジャイアンツ・スタジアム |                                      |                                      |                                      |  |  |  |  |  |  |  |
|  | 12月31日 ベテランズ・スタジアム | 12月31日 ベテランズ・スタジアム | 12月31日 ベテランズ・スタジアム |                            |                        | 1月7日 ジャイアンツ・スタジアム    | 1月7日 ジャイアンツ・スタジアム | 1月7日 ジャイアンツ・スタジアム |                                      |                                      |                                      |  |  |  |  |  |  |  |
|  | 5 | ラムズ                          | 21                              |                            |                        | 1月7日 ジャイアンツ・スタジアム    | 1月7日 ジャイアンツ・スタジアム | 1月7日 ジャイアンツ・スタジアム |                                      |                                      |                                      |  |  |  |  |  |  |  |
|  | 5 | ラムズ                          | 21                              | 5                          | ラムズ                 | 19*                                |                                 |                                 |                                      |                                      |                                      |  |  |  |  |  |  |  |
|  | 4 | イーグルス                      | 7                               | 5                          | ラムズ                 | 19*                                |                                 |                                 | 1月14日 キャンドルスティック・パーク | 1月14日 キャンドルスティック・パーク | 1月14日 キャンドルスティック・パーク |  |  |  |  |  |  |  |
|  | 4 | イーグルス                      | 7                               | 2                          | ジャイアンツ           | 13                                 |                                 |                                 | 1月14日 キャンドルスティック・パーク | 1月14日 キャンドルスティック・パーク | 1月14日 キャンドルスティック・パーク |  |  |  |  |  |  |  |
|  | |                                 |                                 | 2                          | ジャイアンツ           | 13                                 |                                 |                                 | 1月14日 キャンドルスティック・パーク | 1月14日 キャンドルスティック・パーク | 1月14日 キャンドルスティック・パーク |  |  |  |  |  |  |  |
|  | NFC |                                 |                                 |                            |                        |                                    |                                 |                                 | 1月14日 キャンドルスティック・パーク | 1月14日 キャンドルスティック・パーク | 1月14日 キャンドルスティック・パーク |  |  |  |  |  |  |  |
|  | |                                 |                                 | 5                          | ラムズ                 | 3                                  |                                 |                                 |                                      |                                      |                                      |  |  |  |  |  |  |  |
|  | 1月6日 キャンドルスティック・パーク |                                 |                                 | 5                          | ラムズ                 | 3                                  |                                 |                                 |                                      |                                      |                                      |  |  |  |  |  |  |  |
|  | | 1                               | 49ers                           | 30                         |                        |                                    |                                 |                                 |                                      |                                      |                                      |  |  |  |  |  |  |  |
|  | | 1                               | 49ers                           | 30                         |                        |                                    |                                 |                                 |                                      |                                      |                                      |  |  |  |  |  |  |  |
|  | |                                 |                                 | NFC チャンピオンシップ     |                        |                                    |                                 |                                 |                                      |                                      |                                      |  |  |  |  |  |  |  |
|  | 3 | バイキングス                    | 13                              |                            |                        |                                    |                                 |                                 |                                      |                                      |                                      |  |  |  |  |  |  |  |
|  | 3 | バイキングス                    | 13                              |                            |                        | 1月28日 ルイジアナ・スーパードーム |                                 |                                 |                                      |                                      |                                      |  |  |  |  |  |  |  |
|  | 1 | 49ers                           | 41                              |                            |                        |                                    |                                 |                                 |                                      |                                      |                                      |  |  |  |  |  |  |  |
|  | 1 | 49ers                           | 41                              | ワイルドカード・プレーオフ |                        |                                    |                                 |                                 |                                      |                                      |                                      |  |  |  |  |  |  |  |
|  | ディビジョナル・プレーオフ |                                 |                                 |                            |                        |                                    |                                 |                                 |                                      |                                      |                                      |  |  |  |  |  |  |  |
|  | |                                 |                                 | N1                         | 49ers                  | 55                                 |                                 |                                 |                                      |                                      |                                      |  |  |  |  |  |  |  |
|  | 1月6日 クリーブランド・スタジアム |                                 |                                 | N1                         | 49ers                  | 55                                 |                                 |                                 |                                      |                                      |                                      |  |  |  |  |  |  |  |
|  | | A1                              | ブロンコス                      | 10                         |                        |                                    |                                 |                                 |                                      |                                      |                                      |  |  |  |  |  |  |  |
|  | | A1                              | ブロンコス                      | 10                         |                        |                                    |                                 |                                 |                                      |                                      |                                      |  |  |  |  |  |  |  |
|  | |                                 |                                 | 第24回スーパーボウル       |                        |                                    |                                 |                                 |                                      |                                      |                                      |  |  |  |  |  |  |  |
|  | 3 | ビルズ                          | 30                              |                            |                        |                                    |                                 |                                 |                                      |                                      |                                      |  |  |  |  |  |  |  |
|  | 3 | ビルズ                          | 30                              |                            |                        | 1月14日 マイルハイ・スタジアム     |                                 |                                 |                                      |                                      |                                      |  |  |  |  |  |  |  |
|  | 2 | ブラウンズ                      | 34                              |                            |                        |                                    |                                 |                                 |                                      |                                      |                                      |  |  |  |  |  |  |  |
|  | 2 | ブラウンズ                      | 34                              |                            |                        |                                    |                                 |                                 |                                      |                                      |                                      |  |  |  |  |  |  |  |
|  | AFC |                                 |                                 |                            |                        |                                    |                                 |                                 |                                      |                                      |                                      |  |  |  |  |  |  |  |
|  | 12月31日 アストロドーム | 12月31日 アストロドーム         | 12月31日 アストロドーム         | 2                          | ブラウンズ             | 21                                 |                                 |                                 |                                      |                                      |                                      |  |  |  |  |  |  |  |
|  | 12月31日 アストロドーム | 12月31日 アストロドーム         | 12月31日 アストロドーム         | 2                          | ブラウンズ             | 21                                 | 1月7日 マイルハイ・スタジアム   |                                 |                                      |                                      |                                      |  |  |  |  |  |  |  |
|  | 12月31日 アストロドーム | 12月31日 アストロドーム         | 12月31日 アストロドーム         |                            | 1                      | ブロンコス                         | 37                              |                                 |                                      |                                      |                                      |  |  |  |  |  |  |  |
|  | 12月31日 アストロドーム | 12月31日 アストロドーム         | 12月31日 アストロドーム         |                            | 1                      | ブロンコス                         | 37                              |                                 |                                      |                                      |                                      |  |  |  |  |  |  |  |
|  | 5 | スティーラーズ                  | 26*                             | AFC チャンピオンシップ     | AFC チャンピオンシップ | AFC チャンピオンシップ             |                                 |                                 |                                      |                                      |                                      |  |  |  |  |  |  |  |
|  | 5 | スティーラーズ                  | 26*                             | AFC チャンピオンシップ     | AFC チャンピオンシップ | AFC チャンピオンシップ             | 5                               | スティーラーズ                  | 23                                   |                                      |                                      |  |  |  |  |  |  |  |
|  | 4 | オイラーズ                      | 23                              | AFC チャンピオンシップ     | AFC チャンピオンシップ | AFC チャンピオンシップ             | 5                               | スティーラーズ                  | 23                                   |                                      |                                      |  |  |  |  |  |  |  |
|  | 4 | オイラーズ                      | 23                              | AFC チャンピオンシップ     | AFC チャンピオンシップ | AFC チャンピオンシップ             | 1                               | ブロンコス                      | 24                                   |                                      |                                      |  |  |  |  |  |  |  |
|  | |                                 |                                 |                            |                        |                                    | 1                               | ブロンコス                      | 24                                   |                                      |                                      |  |  |  |  |  |  |  |
|  | - ディヴィジョナルプレイオフの試合は、同地区のチームが対戦しないように組まれている。 - チーム名の左の数字はシード順。 - スーパーボウル開催地は事前にオーナー会議で決定。 - チーム名の左の数字は、1989年レギュラーシーズンの結果に基づいて決定されたシード順。 |                                 |                                 |                            |                        |                                    |                                 |                                 |                                      |                                      |                                      |  |  |  |  |  |  |  |

### 試合開始前の話題
多くのスポーツライターやファンは、エルウェイがAFCチャンピオンシップゲームで優れたパフォーマンスを見せたものの、9勝7敗のスティーラーズに辛勝したことや、ブラウンズが9勝6敗1分でシーズンを終えたこともあり、ブロンコスの勝利は難しいと予想した。またエルウェイが過去2度スーパーボウルに敗れていること、一方モンタナは3度スーパーボウルチャンピオンもその理由とされた。
モンタナはNFC西地区のライバル、ニューオーリンズ・セインツの本拠地で1980年代に7戦全勝であり、ナイナーズが唯一敗れたのは、1986年に、モンタナが負傷後、マイク・モロスキが先発した試合のみであった。

## 試合経過
| \| 開始 \| 開始 \| 開始 \| ボール保持 \| ドライブ \| ドライブ \| TOP \| 結果 \| 得点内容 \| 得点内容 \| 得点内容 \| 得点 \| 得点 \| \| Q \| 時間 \| 地点 \| ボール保持 \| P \| yd \| TOP \| 結果 \| yd \| 得点者 \| PAT \| 49ers \| ブロンコス \| \| ------------------------------------------------------------------------------------------------------------------------------- \| ------------------------------------------------------------------------------------------------------------------------------- \| ------------------------------------------------------------------------------------------------------------------------------- \| ------------------------------------------------------------------------------------------------------------------------------- \| ------------------------------------------------------------------------------------------------------------------------------- \| ------------------------------------------------------------------------------------------------------------------------------- \| ------------------------------------------------------------------------------------------------------------------------------- \| ------------------------------------------------------------------------------------------------------------------------------- \| ------------------------------------------------------------------------------------------------------------------------------- \| ------------------------------------------------------------------------------------------------------------------------------- \| ------------------------------------------------------------------------------------------------------------------------------- \| ----- \| ---------- \| \| 1 \| 15:00 \| 自陣23 \| ブロンコス \| 3 \| 2 \| 0:55 \| パント \| — \| — \| — \| — \| — \| \| 1 \| 14:05 \| 自陣34 \| 49ERS \| 10 \| 66 \| 3:59 \| タッチダウン（パス） \| 20 \| モンタナ→ライス \| キック成功 \| 7 \| 0 \| \| 1 \| 10:06 \| 自陣26 \| ブロンコス \| 10 \| 66 \| 3:19 \| フィールドゴール成功 \| 42 \| Treadwell \| — \| 7 \| 3 \| \| 1 \| 6:47 \| 自陣18 \| 49ERS \| 3 \| 4 \| 1:22 \| パント \| — \| — \| — \| — \| — \| \| 1 \| 5:25 \| 自陣49 \| ブロンコス \| 1 \| \| 0:07 \| ファンブルロスト \| — \| — \| — \| — \| — \| \| 1 \| 5:18 \| 自陣46 \| 49ERS \| 10 \| 54 \| 5:15 \| タッチダウン（パス） \| 7 \| モンタナ→Jones \| キック失敗 \| 13 \| 3 \| \| 1 \| 0:03 \| 自陣25 \| ブロンコス \| 3 \| 7 \| 0:41 \| パント \| — \| — \| — \| — \| — \| \| 2 \| 14:22 \| 自陣31 \| 49ERS \| 14 \| 69 \| 7:07 \| タッチダウン（ラン） \| 1 \| Rathman \| キック成功 \| 20 \| 3 \| \| 2 \| 7:15 \| 自陣21 \| ブロンコス \| 3 \| -1 \| 1:48 \| パント \| — \| — \| — \| — \| — \| \| 2 \| 5:27 \| 50 \| 49ERS \| 3 \| 7 \| 2:08 \| パント \| — \| — \| — \| — \| — \| \| 2 \| 3:19 \| 自陣16 \| ブロンコス \| 5 \| 18 \| 1:41 \| パント \| — \| — \| — \| — \| — \| \| 2 \| 1:38 \| 自陣41 \| 49ERS \| 5 \| 59 \| 1:04 \| タッチダウン（パス） \| 38 \| モンタナ→ライス \| キック成功 \| 27 \| 3 \| \| 2 \| 0:34 \| 自陣37 \| ブロンコス \| 4 \| 12 \| 0:34 \| 前半終了 \| — \| — \| — \| — \| — \| \| 前半終了 \| \| \| \| \| \| \| \| \| \| \| \| \| \| 3 \| 15:00 \| 自陣23 \| 49ERS \| 3 \| 9 \| 1:59 \| パント \| — \| — \| — \| — \| — \| \| 3 \| 13:01 \| 自陣24 \| ブロンコス \| 1 \| \| 0:07 \| インターセプト \| — \| — \| — \| — \| — \| \| 3 \| 12:54 \| 敵陣28 \| 49ERS \| 1 \| 28 \| 0:06 \| タッチダウン（パス） \| 28 \| モンタナ→ライス \| キック成功 \| 34 \| 3 \| \| 3 \| 13:01 \| 自陣30 \| ブロンコス \| 4 \| 17 \| 2:16 \| インターセプト \| — \| — \| — \| — \| — \| \| 3 \| 10:32 \| 敵陣37 \| 49ERS \| 2 \| 37 \| 0:48 \| タッチダウン（パス） \| 35 \| モンタナ→Taylor \| キック成功 \| 41 \| 3 \| \| 3 \| 9:44 \| 自陣39 \| ブロンコス \| 5 \| 61 \| 2:51 \| タッチダウン（ラン） \| 3 \| エルウェイ \| キック成功 \| 41 \| 10 \| \| 3 \| 6:53 \| 自陣25 \| 49ERS \| 11 \| 75 \| 6:56 \| タッチダウン（ラン） \| 3 \| Rathman \| キック成功 \| 48 \| 10 \| \| 4 \| 14:57 \| 自陣23 \| ブロンコス \| 2 \| -1 \| 1:06 \| ファンブルロスト \| — \| — \| — \| — \| — \| \| 4 \| 13:51 \| 敵陣1 \| 49ERS \| 1 \| 1 \| 0:04 \| タッチダウン（ラン） \| 1 \| クレイグ \| キック成功 \| 55 \| 10 \| \| 4 \| 13:47 \| 自陣26 \| ブロンコス \| 5 \| 2 \| 2:34 \| パント \| — \| — \| — \| — \| — \| \| 4 \| 11:13 \| 自陣38 \| 49ERS \| 3 \| -4 \| 1:45 \| パント \| — \| — \| — \| — \| — \| \| 4 \| 9:28 \| 自陣19 \| ブロンコス \| 6 \| 23 \| 2:30 \| パント \| — \| — \| — \| — \| — \| \| 4 \| 6:58 \| 自陣32 \| 49ERS \| 12 \| 38 \| 6:58 \| 試合終了 \| — \| — \| — \| — \| — \| \| P=プレー数、TOP=タイム・オブ・ポゼッション、PAT=ポイント・アフター・タッチダウン。 アメリカンフットボールの用語集 (en) も参照。 \| P=プレー数、TOP=タイム・オブ・ポゼッション、PAT=ポイント・アフター・タッチダウン。 アメリカンフットボールの用語集 (en) も参照。 \| P=プレー数、TOP=タイム・オブ・ポゼッション、PAT=ポイント・アフター・タッチダウン。 アメリカンフットボールの用語集 (en) も参照。 \| P=プレー数、TOP=タイム・オブ・ポゼッション、PAT=ポイント・アフター・タッチダウン。 アメリカンフットボールの用語集 (en) も参照。 \| P=プレー数、TOP=タイム・オブ・ポゼッション、PAT=ポイント・アフター・タッチダウン。 アメリカンフットボールの用語集 (en) も参照。 \| P=プレー数、TOP=タイム・オブ・ポゼッション、PAT=ポイント・アフター・タッチダウン。 アメリカンフットボールの用語集 (en) も参照。 \| P=プレー数、TOP=タイム・オブ・ポゼッション、PAT=ポイント・アフター・タッチダウン。 アメリカンフットボールの用語集 (en) も参照。 \| P=プレー数、TOP=タイム・オブ・ポゼッション、PAT=ポイント・アフター・タッチダウン。 アメリカンフットボールの用語集 (en) も参照。 \| P=プレー数、TOP=タイム・オブ・ポゼッション、PAT=ポイント・アフター・タッチダウン。 アメリカンフットボールの用語集 (en) も参照。 \| P=プレー数、TOP=タイム・オブ・ポゼッション、PAT=ポイント・アフター・タッチダウン。 アメリカンフットボールの用語集 (en) も参照。 \| P=プレー数、TOP=タイム・オブ・ポゼッション、PAT=ポイント・アフター・タッチダウン。 アメリカンフットボールの用語集 (en) も参照。 \| 55 \| 10 \| | | | | | | | | | | |       |            |
| 開始 | 開始 | 開始 | ボール保持 | ドライブ | ドライブ | TOP | 結果 | 得点内容 | 得点内容 | 得点内容 | 得点  | 得点       |
| Q | 時間 | 地点 | ボール保持 | P | yd | TOP | 結果 | yd | 得点者 | PAT | 49ers | ブロンコス |
| 1 | 15:00 | 自陣23 | ブロンコス | 3 | 2 | 0:55 | パント | — | — | — | —     | —          |
| 1 | 14:05 | 自陣34 | 49ERS | 10 | 66 | 3:59 | タッチダウン（パス） | 20 | モンタナ→ライス | キック成功 | 7     | 0          |
| 1 | 10:06 | 自陣26 | ブロンコス | 10 | 66 | 3:19 | フィールドゴール成功 | 42 | Treadwell | — | 7     | 3          |
| 1 | 6:47 | 自陣18 | 49ERS | 3 | 4 | 1:22 | パント | — | — | — | —     | —          |
| 1 | 5:25 | 自陣49 | ブロンコス | 1 | | 0:07 | ファンブルロスト | — | — | — | —     | —          |
| 1 | 5:18 | 自陣46 | 49ERS | 10 | 54 | 5:15 | タッチダウン（パス） | 7 | モンタナ→Jones | キック失敗 | 13    | 3          |
| 1 | 0:03 | 自陣25 | ブロンコス | 3 | 7 | 0:41 | パント | — | — | — | —     | —          |
| 2 | 14:22 | 自陣31 | 49ERS | 14 | 69 | 7:07 | タッチダウン（ラン） | 1 | Rathman | キック成功 | 20    | 3          |
| 2 | 7:15 | 自陣21 | ブロンコス | 3 | -1 | 1:48 | パント | — | — | — | —     | —          |
| 2 | 5:27 | 50 | 49ERS | 3 | 7 | 2:08 | パント | — | — | — | —     | —          |
| 2 | 3:19 | 自陣16 | ブロンコス | 5 | 18 | 1:41 | パント | — | — | — | —     | —          |
| 2 | 1:38 | 自陣41 | 49ERS | 5 | 59 | 1:04 | タッチダウン（パス） | 38 | モンタナ→ライス | キック成功 | 27    | 3          |
| 2 | 0:34 | 自陣37 | ブロンコス | 4 | 12 | 0:34 | 前半終了 | — | — | — | —     | —          |
| 前半終了 | | | | | | | | | | |       |            |
| 3 | 15:00 | 自陣23 | 49ERS | 3 | 9 | 1:59 | パント | — | — | — | —     | —          |
| 3 | 13:01 | 自陣24 | ブロンコス | 1 | | 0:07 | インターセプト | — | — | — | —     | —          |
| 3 | 12:54 | 敵陣28 | 49ERS | 1 | 28 | 0:06 | タッチダウン（パス） | 28 | モンタナ→ライス | キック成功 | 34    | 3          |
| 3 | 13:01 | 自陣30 | ブロンコス | 4 | 17 | 2:16 | インターセプト | — | — | — | —     | —          |
| 3 | 10:32 | 敵陣37 | 49ERS | 2 | 37 | 0:48 | タッチダウン（パス） | 35 | モンタナ→Taylor | キック成功 | 41    | 3          |
| 3 | 9:44 | 自陣39 | ブロンコス | 5 | 61 | 2:51 | タッチダウン（ラン） | 3 | エルウェイ | キック成功 | 41    | 10         |
| 3 | 6:53 | 自陣25 | 49ERS | 11 | 75 | 6:56 | タッチダウン（ラン） | 3 | Rathman | キック成功 | 48    | 10         |
| 4 | 14:57 | 自陣23 | ブロンコス | 2 | -1 | 1:06 | ファンブルロスト | — | — | — | —     | —          |
| 4 | 13:51 | 敵陣1 | 49ERS | 1 | 1 | 0:04 | タッチダウン（ラン） | 1 | クレイグ | キック成功 | 55    | 10         |
| 4 | 13:47 | 自陣26 | ブロンコス | 5 | 2 | 2:34 | パント | — | — | — | —     | —          |
| 4 | 11:13 | 自陣38 | 49ERS | 3 | -4 | 1:45 | パント | — | — | — | —     | —          |
| 4 | 9:28 | 自陣19 | ブロンコス | 6 | 23 | 2:30 | パント | — | — | — | —     | —          |
| 4 | 6:58 | 自陣32 | 49ERS | 12 | 38 | 6:58 | 試合終了 | — | — | — | —     | —          |
| P=プレー数、TOP=タイム・オブ・ポゼッション、PAT=ポイント・アフター・タッチダウン。 アメリカンフットボールの用語集 (en) も参照。 | P=プレー数、TOP=タイム・オブ・ポゼッション、PAT=ポイント・アフター・タッチダウン。 アメリカンフットボールの用語集 (en) も参照。 | P=プレー数、TOP=タイム・オブ・ポゼッション、PAT=ポイント・アフター・タッチダウン。 アメリカンフットボールの用語集 (en) も参照。 | P=プレー数、TOP=タイム・オブ・ポゼッション、PAT=ポイント・アフター・タッチダウン。 アメリカンフットボールの用語集 (en) も参照。 | P=プレー数、TOP=タイム・オブ・ポゼッション、PAT=ポイント・アフター・タッチダウン。 アメリカンフットボールの用語集 (en) も参照。 | P=プレー数、TOP=タイム・オブ・ポゼッション、PAT=ポイント・アフター・タッチダウン。 アメリカンフットボールの用語集 (en) も参照。 | P=プレー数、TOP=タイム・オブ・ポゼッション、PAT=ポイント・アフター・タッチダウン。 アメリカンフットボールの用語集 (en) も参照。 | P=プレー数、TOP=タイム・オブ・ポゼッション、PAT=ポイント・アフター・タッチダウン。 アメリカンフットボールの用語集 (en) も参照。 | P=プレー数、TOP=タイム・オブ・ポゼッション、PAT=ポイント・アフター・タッチダウン。 アメリカンフットボールの用語集 (en) も参照。 | P=プレー数、TOP=タイム・オブ・ポゼッション、PAT=ポイント・アフター・タッチダウン。 アメリカンフットボールの用語集 (en) も参照。 | P=プレー数、TOP=タイム・オブ・ポゼッション、PAT=ポイント・アフター・タッチダウン。 アメリカンフットボールの用語集 (en) も参照。 | 55    | 10         |

試合は、ナイナーズがトータルオフェンスで461ヤードを獲得、ボールを39分31秒コントロールし、最初の8回の攻撃中、6回を得点に結びつけた。ナイナーズのディフェンスは、ブロンコスをわずか167ヤード、ファーストダウン更新12回、20分29秒のボールコントロールに抑えた。
ブロンコスが先に攻撃権を得たが、3回のプレーでパントに終わった。ナイナーズは最初の攻撃で66ヤードを前進、ジェリー・ライスへの20ヤードのTDパスで締めくくった。先制点をあげられたブロンコスは、ハンブリーの4回のランで22ヤードを獲得、ショベルパスからのレシーブで27ヤードを前進するなど、42ヤードのFGを成功させて、7-3と点差を縮めた。
続くナイナーズの攻撃は3回でパントとなり、バンス・ジョンソンが7ヤードをリターンし、ブロンコスは自陣49ヤードという絶好のポジションからの攻撃権を得た。しかしフィールド中央でケビン・フェイガンのタックルを受けたハンフリーがボールをファンブル、チェット・ブルックスがこのボールをリカバーし、ターンオーバーとなった。10プレー後に、モンタナからブレント・ジョーンズへの7ヤードのTDパスが決まり、マイク・コーファーのエクストラポイントは失敗、13-3となった。
さらに、ナイナーズは13プレーで69ヤードを前進し、トム・ラスマンの1ヤードのTDで20-3とした。このドライブでは、ラスマンが活躍し、3回のレシーブで39ヤードを獲得した。また第4ダウン残り1ヤードからのギャンブルでも、ラスマンのランで1ヤードを獲得して、攻撃を続けた。
第2Q終盤、ジョン・テイラーの17ヤードのパントリターンでナイナーズは、フィールド中央付近で攻撃権を得ると、ライスへの38ヤードのTDパスで、27-3とリードして前半を終えた。
後半、エルウェイの最初のパスをLBマイク・ウォルターがインターセプト、次のプレーでモンタナからライスへの28ヤードのTDパスが決まり、34-3となった。さらに、エルウェイのパスをインターセプトしたチェット・ブルックスが38ヤードをリターンし、敵陣37ヤード地点で攻撃権を獲得したナイナーズは、2プレー後に、モンタナがライスへのパスフェイクによって、スティーブ・アトウォーターを欺き、ジョン・テイラーへの35ヤードのTDパスを通し、41-3となった。
ブロンコスのこの試合唯一のタッチダウンは、次のドライブで生まれた。ダレン・キャリントンが39ヤードのキックオフリターンで、自陣39ヤード地点からの攻撃権を得たブロンコスは、ジョンソンへの13ヤードのパス、ハンフリーの34ヤードのラン、ナイナーズLBロマノウスキーのパスインターフェアランスの反則で、敵陣1ヤードまでボールを進めた。第3ダウンにエルウェイが3ヤードを走って、41-10と点差を縮めた。
その後はナイナーズが一方的に試合を支配、6分56秒をかけて、11プレーで75ヤードを前進、第4Q最初のプレーで、ラスマンが3ヤードを走りTDをあげた。続くブロンコスの攻撃では、エルウェイがダニー・スタッブスにサックされ、6ヤードをロス、オフサイドの反則をナイナーズが犯した後、CBドン・グリフィンがエルウェイをサックして、エルウェイはボールをファンブルした。ルーズボールをスタッブスがリカバーし、15ヤードをリターンし、ナイナーズは、敵陣1ヤードからの攻撃権を得た。続くプレーでクレイグが1ヤードを走りTD、55-10となり、試合はそのまま終了した。
モンタナはこの試合で13本連続でパスを通すなど、残り11分にスティーブ・ヤングと交代する直前のパス19本中17本を成功した。
ライスは7回のレシーブで148ヤードを獲得、スパーボウル記録タイの3TDをあげた。クレイグはこの試合トップの69ヤードを走り、1TDをあげるとともに、5回のレシーブで34ヤードを獲得した。ラスマンは、38ヤードを走り2TD、4回のレシーブで43ヤードを獲得した。テイラーは3回のレシーブで49ヤード、1TD、3回のパントリターンで38ヤードをリターンした。エルウェイはパス26回中わずか10回成功、108ヤード、TDなし、2インターセプト、1TDランをあげたが、2度ファンブルした（ファンブルロストは1回）。ハンフリーはブロンコストップの61ヤードを走った他、3回のレシーブで38ヤードを獲得、キャリントンは6回のキックオフリターンで146ヤードをリターンした。

### スターティングラインアップ
| サンフランシスコ・ フォーティナイナーズ | ポジション | デンバー・ブロンコス                     |
| --------------------------------------- | ---------- | ---------------------------------------- |
| オフェンス                              |            |                                          |
| ジェリー・ライス Jerry Rice             | WR         | マーク・ジャクソン Mark Jackson          |
| ハリス・バートン Harris Barton          | LT         | ケン・レイニエ Ken Lanier                |
| ブルース・コリー Bruce Collie           | LG         | ジム・ジュリガ Jim Juriga                |
| ジェシー・サポル Jesse Sapolu           | C          | キース・カーツ Keith Kartz               |
| ガイ・マッキンタイア Guy McIntyre       | RG         | ダグ・ウィデル Doug Widell               |
| ババ・パリス Bubba Paris                | RT         | ジェラルド・ペリー Gerald Perry          |
| ブレント・ジョーンズ Brent Jones        | TE         | オーソン・モブリー Orson Mobley          |
| ジョン・テイラー John Taylor            | WR         | バンス・ジョンソン Vance Johnson         |
| ジョー・モンタナ Joe Montana            | QB         | ジョン・エルウェイ John Elway            |
| ロジャー・クレイグ Roger Craig          | RB         | ボビー・ハンフリー Bobby Humphrey        |
| トム・ラスマン Tom Rathman              | FB-RB      | スティーブ・スウェル Steve Sewell        |
| ディフェンス                            |            |                                          |
| ケビン・フェイガン Kevin Fagan          | DE         | アルフォンゾ・カレカー Alphonzo Carreker |
| マイケル・カーター Michael Carter       | NT         | グレッグ・クラーゲン Greg Kragen         |
| ピアース・ホルト Pierce Holt            | DE         | ロン・ホームズ Ron Holmes                |
| チャールズ・ヘイリー Charles Haley      | OLB        | マイケル・ブルックス Michael Brooks      |
| マット・ミレン Matt Millen              | ILB        | リック・デニソン Rick Dennison           |
| マイケル・ウォルター Michael Walter     | ILB        | カール・メクレンバーグ Karl Mecklenburg  |
| キーナ・ターナー Keena Turner           | RLB        | サイモン・フレッチャー Simon Fletcher    |
| ドン・グリフィン Don Griffin            | CB         | タイロン・ブラクストン Tyrone Braxton    |
| ダリル・ポラード Darryl Pollard         | CB         | ワイモン・ヘンダーソン Wymon Henderson   |
| チェット・ブルックス Chet Brooks        | SS         | デニス・スミス Dennis Smith              |
| ロニー・ロット Ronnie Lott              | FS         | スティーブ・アトウォーター Steve Atwater |
| スペシャルチーム                        |            |                                          |
| マイク・コーファー Mike Cofer           | K          | デビッド・トレドウェル David Treadwell   |
| バリー・ヘルトン Barry Helton           | P          | マイク・ホーラン Mike Horan              |
| ヘッドコーチ                            |            |                                          |
| ビル・ウォルシュ Bill Walsh             |            | ダン・リーブス Dan Reeves                |

## 日本におけるテレビ中継
- 日本テレビ
  - 実況:増田隆生、解説:松岡秀樹（当時レナウンローバーズQB）、ゲスト解説:長嶋茂雄、ゲスト:坂本龍一

## 評価
2016年2月の第50回スーパーボウル開催を目前に控えた時期、複数のメディアが過去49回のスーパーボウルすべてを名勝負順に並べたランキングを発表した。そのうち『スポーツ・イラストレイテッド』のドン・バンクス、『ワシントン・ポスト』のジェレミー・ゴットリーブ、『ニューヨーク・ポスト』のスティーブ・サービー、『ニューヨーク・デイリーニューズ』のゲイリー・マイヤーズの4者が、この第24回をスーパーボウル史上最低の凡戦に選んだ。他のメディアでは、『ヒューストン・クロニクル』のグレッグ・レイジャンが第48位、ESPNのジョン・クレイトンと『ニューズデイ』のニール・ベストと『サンディエゴ・ユニオン＝トリビューン』のエディ・ブラウンがそれぞれ第46位、『USAトゥデイ』のネイト・デービスが第43位という順位をつけている。これらはすべて下から10番目以内と評価が低い。